# Alexander Cozens
Alexander Cozens (San Pietroburgo, 1717 – Londra, 1786) è stato un pittore britannico noto anche come disegnatore e acquerellista.

## Biografia
Alexander Cozens, secondo alcune fonti leggendarie, sarebbe il figlio naturale di Pietro il Grande e di Mary Davenport, originaria di Deptford, mentre in realtà fu figlio di Richard Cozens (1674-1735), che lavorò per conto di Pietro il Grande.
Alexander Cozens fu mandato in Italia a studiare arte, e successivamente, dal 1746, si stabilì in Inghilterra. Dal 1760 fu uno dei promotori di esposizioni pubbliche di opere di artisti, realizzate nelle sale della Royal Society of Arts. L'esibizione veniva organizzata da un gruppo di artisti, suddivisi in due società: i Free Society e gli Incorporated Society of Artists. Cozens contribuì allo sviluppo di entrambe le società.
Nel 1761 ottenne il premio indetto dalla Society of Arts, all'esposizione di Strand, e negli anni seguenti si esibì anche all'Accademia Reale.
Si dedicò all'insegnamento e scrisse numerosi trattati.
Grazie alla sua predisposizione all'insegnamento, lavorò al college di Eton dal 1763 al 1768, e diede lezioni anche a Giorgio III del Regno Unito, William Beckford e ad altri esponenti della aristocrazia britannica.
Anche il figlio John Robert (Londra 1752-1797) studiò in Italia e approfondì le sue conoscenze della pittura e del vedutismo veneto. Diventò un noto acquerellista evocatore di campagne romane, grazie sia allo spirito romantico, sia ad una miscela di elementi storici e gusti pastorali.

## Opere
Si impegnò al disegno elegante, nel pieno rispetto del gusto del suo tempo. Nei suoi trattati insistette sull'uso della seppia e dell'inchiostro per abbozzare disegni di immaginazione da trasferire in un secondo tempo in pittura. Divenne celebre la sua tecnica detta a 'macchia'.
Ha influenzato lo sviluppo del disegno ad acquerello inglese. I suoi acquerelli sono eseguiti quasi esclusivamente in lavaggi monocromatici, attraverso i quali ha raggiunto ampiezza e effetto atmosferico.
Nel 1778 pubblicò Principles of Beauty relative to the Human Head, oltre a The various Species of Composition in Nature, e The Shape, Skeleton, and Foliage of Thirty-two Species of Trees.
Nel 1785 pubblicò un manuale tecnico intitolato A New Method of Assisting the Invention in Drawing Original Compositions of Landscape.

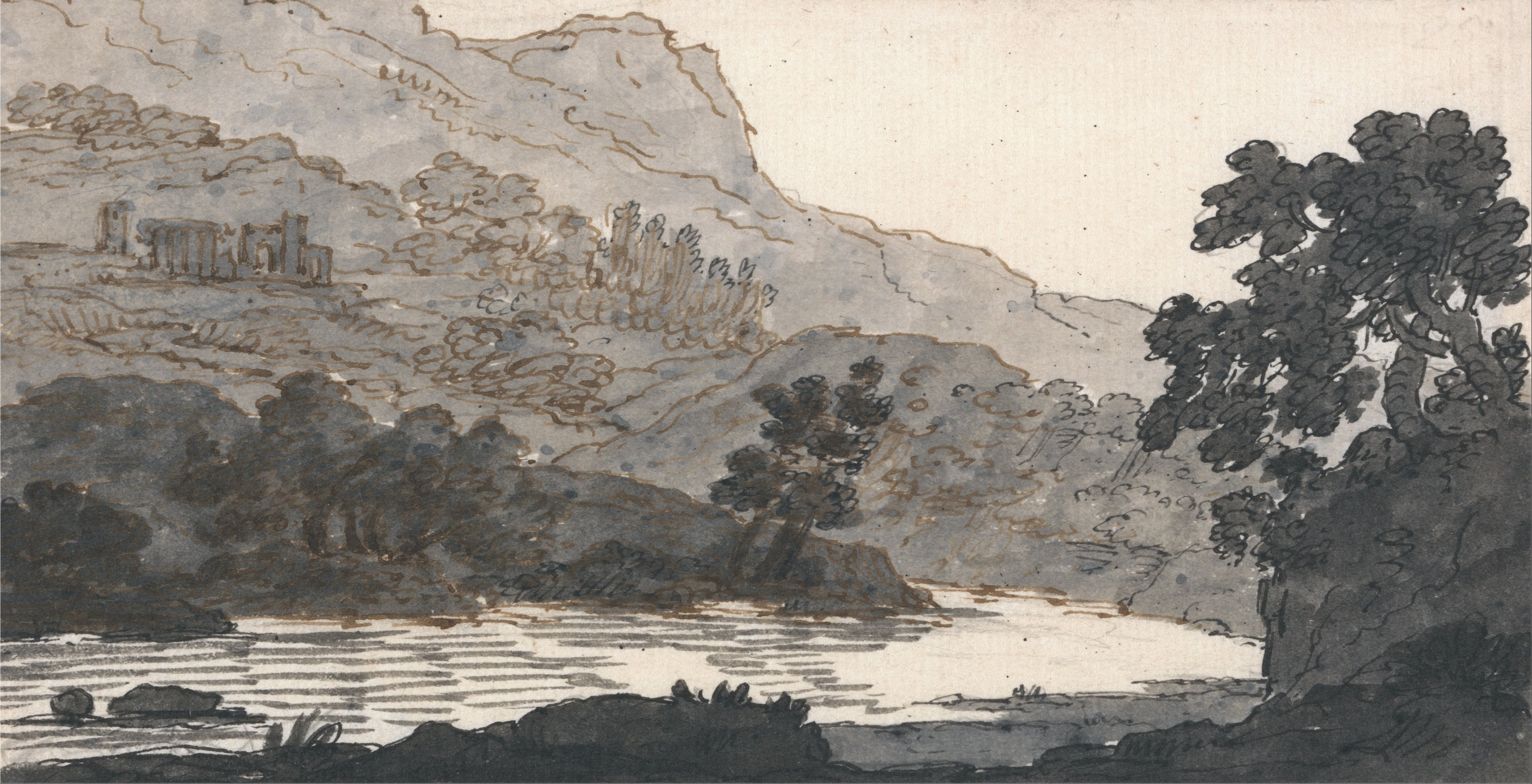
Fiume, montagna e rovine, 1750-59, penna e inchiostro sepia e nero su carta, Yale Center for British Art, New Haven
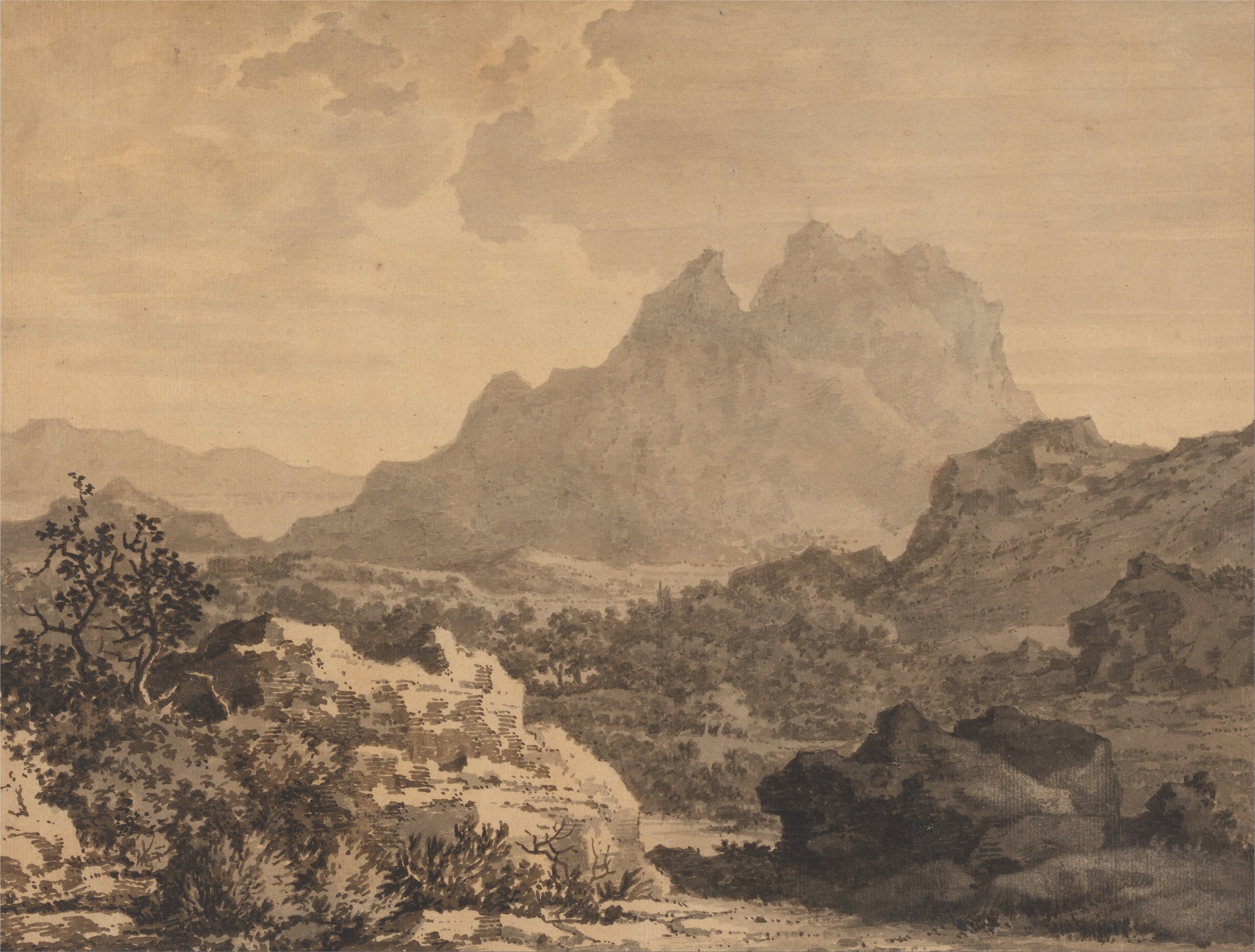
Paesaggio di montagna, 1780 c., inchiostro nero su carta, Yale Center for British Art, New Haven
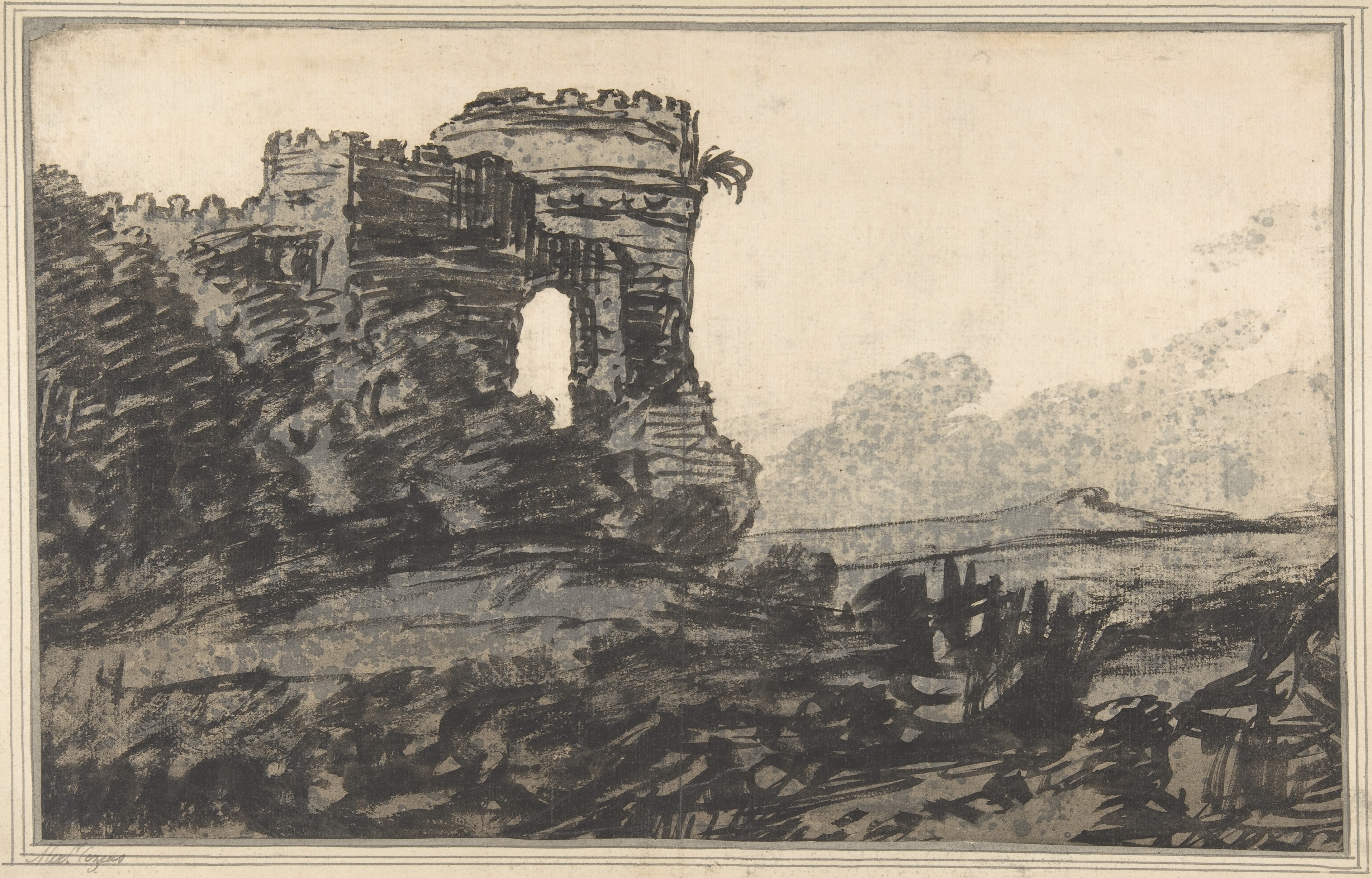
Castello diroccato, s.d., inchiosto nero su carta, Metropolitan Museum of Art, New York